# Болярска къща
Болярската къща, известна и като Укрепената къща и Византийската къща, е средновековна къща в град Мелник, България. Къщата, смятана за най-забележителния паметник на средновековната жилищна архитектура от XIII век в България, е обявена за паметник на културата.

## Описание
Къщата е разположена на силно денивелиран терен на възвишението Чатала в източната част на Мелник. В средновековието до XV век тук е бил центърът на предградието на Мелник. Къщата е била обитавана до началото на XX век. След западането на града е изоставена и е в руини. Сред историците са битували различни мнения за възрастта на сградата – Дил смята, че е от X – XI век, Муцопулос не по-рано от средата на XV веки и т.н. В 1971 – 1977 година Археологическият институт в София провежда проучвания на къщата, начело със Соня Георгиева и Димка Серафимова.
От корпуса на къщата, който е с трапецовидна форма с чупка, са запазени фасадните стени и напречната разделителна стена от северозападната до югоизточната стена. На североизток от главния корпус има кулообразно помещение с четириъгълен план със сравнително добре запазени стени. Къщата има висок приземен етаж, който стига до разделителната стена и има три прозореца на югозападната фасада. Дървена стълба на разделителната стена, от която има запазени останки от стъпала, е водила до жилищния етаж над приземието. Етажът се разширява на север и опира в склона.
На жилищния етаж в югозападната част има приемна зала, около която от север и запад Г-образно са разположени жилищните помещения. На север е кухнята, а на североизток има камина. Два малки входа водят в избата в скалата и в кулообразното помещение. Приемната е подчертана на дворната фасада с балкон с два прозореца до него, украсени с тухлени колонки отвътре. Югозападната фасада е с два реда прозорци. Входовете на къщата са два – официален от югоизток, водещ от двора на етажа и помощен от северозапад, водещ към приземието. Кулообразното помещение разширява площта на къщата. В него в склона на североизток е издълбана голяма изба, а западната и северната му страна са укрепени с високи подпорни зидове.
Къщата е градена от ломени камъни, като спойката е бял хоросан. Използвана е скрита сантрачна система от надлъжни и напречни греди и градежът е клетъчен. На основния корпус и на кулообразното помещение има забележителна тухлена декорация – меандри, рибена кост, геометрични фигури от тухли и камък и пояси от тухли с широки хоризонтални фуги.

## История
Декорацията и строителната техника е използвана и в градските стени, църквата „Свети Никола“ и други обекти в града. Това позволява датиране на къщата към I половина на XIII век, когато Мелник е столица на деспот Алексий Слав. В средата на века, вероятно при Въстанието на Драгота в 1255 година, къщата е опожарена. По-късно е възстановена. В края на XVII век някои сектори са порутени. На югозападната фасада на кулообразното помещение е изписана годината 1701, в която вероятно е извършена цялостна реконструкция на североизточната част на къщата. Жилищният етаж е намален като височина и над него е надзидан тавански. Горният ред прозорци са подзидани и превърнати в тавански. Приемната е разделена с паянтова стена и се създава вътрешен вестибюл, като вероятно таванският етаж е само над него. В югоизточната част на кулообразното помещение е изградена малка квадратна кула от ломени камъни и открита сантрачна система. В дървената конструкция в горната част на кулата е бил вграден градският часовник.
В 1975 – 1976 година при разкопки под ръководството на Виолета Нешева са открити стопанско помещение, цилиндрично водохранилище и малка еднокорабна, едноапсидна църква, всички от началото на XIII век.